# انها كتبت في نابولي (فلم 1960)
انها كتبت في نابولي (بالإنجليزية: It Started in Naples) فيلم كوميدي أمريكي تم إنتاجه عام 1960، من بطولة كلارك غيبل، صوفيا لورين.

## القصة
(مايكل هاميلتون) محام من (فيلاديلفيا) بـ(الولايات المتحدة الأمريكية)، مات شقيقه في (نابولي بإيطاليا) وترك وصية طويلة، فسافر (مايكل) إلى (نابولي) لتسوية التركة، وجد (مايكل) أن شقيقه ترك ابنا صغيرا عمره 8 سنوات يُدعَى (ناندو هاميلتون) تحت رعاية أخته غير الشقيقة (لوسيا كورسيو)، ولأول وهلة اكتشف (مايكل) كيف أهمل في تعليم ابن أخيه، كما اكتشف أن (لوسيا كورسيو) تعمل راقصة في ملهى ليلي، تقدم رقصات مثيرة جنسيا لزبائن الملهى، وهي أمور صعبة جدا على بروتستانتي مثل (مايكل)، الذي وجد أن الحل الأمثل والوحيد أمامه، أن الصبي يجب أن ينشأ ويترعرع في (الولايات المتحدة الأمريكية).

## روابط خارجية
- انها كتبت في نابولي على موقع IMDb (الإنجليزية)
- انها كتبت في نابولي على موقع روتن توميتوز (الإنجليزية)
- انها كتبت في نابولي على موقع نتفليكس (الإنجليزية)
- انها كتبت في نابولي على موقع قاعدة بيانات الأفلام العربية
- انها كتبت في نابولي على موقع ألو سيني (الفرنسية)
- انها كتبت في نابولي على موقع Turner Classic Movies (الإنجليزية)
- انها كتبت في نابولي على موقع أول موفي (الإنجليزية)
- انها كتبت في نابولي على موقع فيلمافينيتي (الإسبانية)
- انها كتبت في نابولي على موقع قاعدة بيانات الأفلام السويدية (السويدية)
- انها كتبت في نابولي على موقع قاعدة بيانات الفيلم (الإنجليزية)